# Буцудан

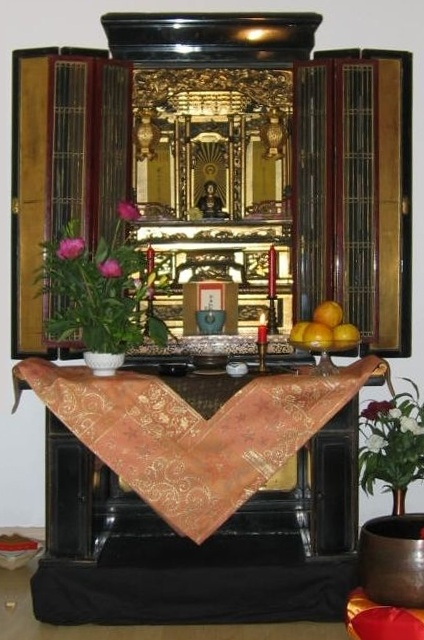
Буцудан

Буцуда́н (яп. 仏壇, 佛壇, букв. «дом будды») — буддистский семейный алтарь в традиционных японских домах. Обычно буцудан устраивается в виде шкафа с дверцами, внутри которого помещаются объекты религиозного поклонения (хондзон, яп. 本尊 - статуэтки будды и бодхисаттв, свитки с изображениями будды) и ихаи (яп. 位牌) — памятные таблички с именами усопших предков. Буцудан является важным элементом японского культа предков.
Дверцы буцудана обычно закрыты, их открывают только во время религиозных мероприятий. Помимо прочего, в буцуданах хранят различные культовые принадлежности (буцугу, яп. 仏具): подсвечники, подставки для возжигания благовоний, колокольчики, подносы для подношений.
Буцуданы используются в религиозных практиках дальневосточных буддистов, перед ними молятся утром и вечером. Представители дзэн-буддизма медитируют перед буцуданами.
Традиция возводить алтари подобного типа пришла в Японию из Китая и Кореи.